# Marasmius sasicola
A Marasmius sasicola é uma espécie de fungo da família Marasmiaceae conhecida da Prefeitura de Kanagawa, Japão. Coletada pela primeira vez em 2000, foi descrita em 2002 por Haruki Takahashi. A espécie produz pequenos cogumelos com píleo branco e estipes pretos muito curtos e finos. Ao contrário de outras espécies semelhantes, os estipes entram na matéria vegetal na qual o cogumelo cresce. As seis a oito lamelas brancas estão espalhadas ao redor do píleo, e todas elas alcançam o estipe. A carne não tem sabor ou odor. Encontrada em junho, a espécie cresce em folhas mortas de Sasa, de onde vem seu epíteto específico.

## Taxonomia
A Marasmius sasicola foi descrita pela primeira vez por Haruki Takahashi (2002) em um artigo na Mycoscience, com base em espécimes coletados no Ikuta Ryokuchi Park, Kawasaki, Prefeitura de Kanagawa, Japão, em 2000 e 2001. O epíteto específico sasicola refere-se ao fato de que a espécie cresce nas folhas das espécies Sasa. O nome comum japonês para a espécie é Sasa-no-houraitake. Dentro do gênero Marasmius, provavelmente pertence à seção Marasmius e à subseção Penicillati, devido aos caracteres do estipe, lamelas e pileipellis.

## Descrição
O píleo é convexo e tem de 5 a 10 mm  de diâmetro com dobras ou estrias. Os píleos não se expandem nem se achatam com a idade e são secos e sem brilho. A superfície do píleo é coberta por pequenos grãos que desaparecem à medida que os cogumelos envelhecem. Os píleos dos cogumelos jovens são de cor marrom-clara, mas mais pálidos na margem; à medida que amadurecem, os píleos ficam mais pálidos, aproximando-se do branco quando totalmente maduros. O estipe muito fino e liso mede entre 2 e 3 mm de comprimento por 0,3 a 0,4 mm de espessura. Ele se conecta ao centro do píleo e é de cor marrom escuro a preto. Os cordões miceliais não podem ser vistos na base do estipe, que se ancora no substrato. As lamelas brancas podem ser adnexas (fixadas ao estipe por apenas parte de sua profundidade) ou adnatas (fixadas por toda a sua profundidade). Elas não são de forma alguma aglomeradas, com entre 6 e 8 lamelas separadas, todas alcançando o estipe. Cada lamela tem até 2 mm de largura, embora seja mais fina na borda. Os cogumelos têm uma camada muito fina de carne esbranquiçada de até 0,4 mm de espessura. A carne dura, mas flexível, não tem odor nem sabor.

### Características microscópicas
Os esporos são incolores e elipsoides de 8 a 10 por 4 a 6 μm. Os esporos não têm ornamentação, não são amiloides e têm paredes celulares finas. Em seus exames, Takahashi não observou nenhum basídio, mas descreveu os basidiolos em forma de taco (basídios imaturos) que mediam de 18 a 26 por 6 a 10 μm. Os queilocistídios (cistídios na borda da lamela) bem compactados formam uma borda estéril na lamela; e não há pleurocistídios (cistídios na face da lamela). A pileipellis, a camada superior do píleo, forma um himeniderme, uma estrutura celular que lembra o himênio nas lamelas. Ela é composta de células em forma de taco medindo entre 2 e 8 por 7 a 10 μm, com paredes celulares lisas, marrom-avermelhadas, com até 1 μm de espessura. A estipetipellis, a camada mais externa do estipe, é composta de hifas cilíndricas medindo de 3 a 6 μm de largura, que correm paralelamente umas às outras. Elas têm paredes celulares marrons sem características, medindo até 1 μm de espessura, e os septos (as paredes que separam as células individuais) têm fíbulas.
A carne do píleo é composta de hifas cilíndricas dispostas de forma irregular, com 5 a 15 μm de largura. Elas apresentam uma coloração marrom-avermelhada escura no reagente de Melzer ou na solução de Lugol. A carne do estipe é composta de hifas que percorrem o estipe e medem de 4 a 11 μm de espessura. As paredes celulares lisas são incolores, mas novamente apresentam uma coloração marrom-avermelhada escura no reagente de Melzer ou na solução de Lugol. Os septos têm fíbulas.

### Espécies semelhantes
A Marasmius subconiatus, conhecida no Sri Lanka e na Indonésia, é um pouco semelhante à M. sasicola. Ela pode ser diferenciada porque seu estipe não entra no substrato e as lamelas são diferentes. Na M. subconiatus, as lamelas são alaranjadas e apresentam queilocistídios amarelos pálidos.

## Habitat e distribuição
O cogumelo Marasmius sasicola é conhecido nas florestas de planície da Prefeitura de Kanagawa, no Japão, e pode ser encontrado em junho. Os cogumelos crescem em grande número e próximos uns dos outros, e crescem a partir de folhas mortas de Sasa (bambu gramíneo) que caíram.

## Links externos
- Marasmius sasicola em Index Fungorum
- Imagens em Mushroom Observer